# Cherry Poppin' Daddies
Cherry Poppin' Daddies é uma banda americana de rock de Eugene, Estados Unidos. A banda foi fundada por Steve Perry e passou por diversas mudanças em sua formação. Steve, Dan Schmid e Dana Heitman são os únicos membros que restaram desde o início da banda, sendo Steve e Dana os únicos membros constantes.

## Integrantes

### Integrantes atuais
- Steve Perry (MC Large Drink) - vocais/guitarra rítmica (1988 - presente)
- Dan Schmid (Dang Oulette) - baixo (1988 - 1997, 1998 - presente)
- Dana Heitman - trompete (1988 - presente)
- Jason Moss - guitarra solo (1992 - presente)
- Dustin Lanker - teclados (1997 - 1998, 2000 - presente)
- Joe Manis - saxofone alto (2006 - presente)
- Kevin Congleton - bateria (2008 - present)
- Jesse Cloninger - saxofone tenor (2008 - presente)

### Ex-integrantes
- Chris Azorr – teclados (1988 – 1997)
- Tim Arnold – bateria (1988 – 1990)
- Adrian P. Baxter – saxofone tenor (1993 – 1996)
- "CrackerJack" Brooks Brown – saxofone alto (1988 – 1994)
- Darren Cassidy – baixo (1997 – 2000)
- Nalya Cominos – baixo (1997)
- Tim Donahue – bateria (1997 – 2008)
- Ian Early – saxofone alto (1997 – 2006)
- Sean Flannery – saxofone tenor (1996 - 2008)
- John Fohl – guitar (1990 – 1992)
- Adam Glogauer – bateria (1996)
- Johnny Goetchius – teclados (1999 – 2000)
- James Gossard – guitarra (1988 – 1990)
- Sean Oldham – bateria (1996)
- Jason Palmer – bateria (1996)
- James Phillips – saxofone tenor (1988 – 1993)
- Rex Trimm – saxofone alto (1996 – 1997)
- Hans Wagner – bateria (1996 – 1997)
- Brian West – bateria (1990 – 1996)

## Discografia

### Álbuns
| Ano  | Nome                  | Gravadora                                      |
| ---- | --------------------- | ---------------------------------------------- |
| 1990 | Ferociously Stoned    | Sub Par Records                                |
| 1994 | Rapid City Muscle Car | Space Age Bachelor Pad                         |
| 1996 | Kids on the Street    | Space Age Bachelor Pad                         |
| 2000 | Soul Caddy            | Mojo Records                                   |
| 2008 | Susquehanna           | Space Age Bachelor Pad/Rock Ridge Music (2009) |

### Coletâneas
| Ano  | Nome                                                            | Gravadora                               | Informação          |
| ---- | --------------------------------------------------------------- | --------------------------------------- | ------------------- |
| 1997 | Zoot Suit Riot: The Swingin' Hits of the Cherry Poppin' Daddies | Space Age Bachelor Pad/Mojo Records     | Quatro faixas novas |
| 2009 | Skaboy JFK: The Skankin' Hits of the Cherry Poppin' Daddies     | Space Age Bachelor Pad/Rock Ridge Music | Quatro faixas novas |

### Singles
| Ano  | Nome                                                                    | Faixas                                                                | Gravadora           |
| ---- | ----------------------------------------------------------------------- | --------------------------------------------------------------------- | ------------------- |
| 1989 | Four From on High cassette                                              | 1. "Dr. Bones" (Steve Perry) – 3:32                                   |                     |
| 1989 | Four From on High cassette                                              | 2. "Diabolic Tastemaker" (Perry) – 5:12                               |                     |
| 1989 | Four From on High cassette                                              | 3. "Up From the Gutter" (Perry) – 4:30                                |                     |
| 1989 | Four From on High cassette                                              | 4. "Cherry Poppin' Daddy Strut" (Perry) – 3:05                        |                     |
| 1992 | The Daddies 7 in.                                                       | 1. "Ding Dong Daddy" (Perry) – 3:34                                   | Sonic Recollections |
| 1992 | The Daddies 7 in.                                                       | 2. "Mom Was No Fat Broad" (Perry) – 4:51 *                            | Sonic Recollections |
| 1997 | Vacationing in Palm Springs 7 in. (Split with Reel Big Fish on track 3) | 1. "Hi & Lo" (Perry) – 3:41 *                                         | Mojo                |
| 1997 | Vacationing in Palm Springs 7 in. (Split with Reel Big Fish on track 3) | 2. "2:29" (Perry) – 3:43 *                                            | Mojo                |
| 1997 | Zoot Suit Riot promo CD                                                 | 1. "Zoot Suit Riot" (Perry) – 3:53                                    | Mojo                |
| 1997 | Zoot Suit Riot UK 7 in.                                                 | 1. "Zoot Suit Riot" (Perry) – 3:53                                    | Mojo                |
| 1997 | Zoot Suit Riot UK 7 in.                                                 | 2. "No Mercy for Swine" Live from the House of Blues (Perry) – 3:35 * | Mojo                |
| 1997 | Brown Derby Jump promo CD                                               | 1. "Brown Derby Jump" (Perry) – 3:01                                  | Mojo                |
| 1997 | Brown Derby Jump promo CD                                               | 2. "Zoot Suit Riot" Spanish version (Perry) – 3:55 *                  | Mojo                |
| 1998 | Zoot Suit Riot Australia CD single                                      | 1. "Zoot Suit Riot" (Perry) – 3:53                                    | Mojo                |
| 1998 | Zoot Suit Riot Australia CD single                                      | 2. "2:29" (Perry) – 3:43 *                                            | Mojo                |
| 1998 | Zoot Suit Riot Australia CD single                                      | 3. "Zoot Suit Riot" Spanish version (Perry) – 3:55 *                  | Mojo                |
| 1998 | Zoot Suit Riot UK CD single                                             | 1. "Zoot Suit Riot" (Perry) – 3:53                                    | Mojo                |
| 1998 | Zoot Suit Riot UK CD single                                             | 2. "2:29" (Perry) – 3:43 *                                            | Mojo                |
| 1998 | Zoot Suit Riot UK CD single                                             | 3. "No Mercy for Swine" Live from the House of Blues (Perry) – 3:35 * | Mojo                |
| 1998 | Here Comes the Snake promo CD                                           | 1. "Here Comes the Snake" alternate mix (Perry) – 2:56                | Mojo                |
| 2000 | Diamond Light Boogie promo CD                                           | 1. "Diamond Light Boogie" single edit (Perry) – 3:30 *                | Mojo                |
| 2000 | Diamond Light Boogie promo CD                                           | 2. "Diamond Light Boogie" album version (Perry) – 3:42                | Mojo                |
| 2000 | Diamond Light Boogie promo CD                                           | 3. "Diamond Light Boogie" instrumental (Perry) – 3:37 *               | Mojo                |

### Aparições em trilhas sonoras
- "Jump In The Line (Shake, Shake Senora)" - em BASEketball (1998)
- "Cool Yule" - em I'll Be Home for Christmas (1998)
- "Zoot Suit Riot" - em Torre de Babel
- "Dr. Bones" - em Meet the Deedles (1998)
- "So Long Toots" - em Blast From the Past (1999)
- "Here Comes The Snake" - em Three to Tango (1999)
- "Here Comes The Snake", "Zoot Suit Riot" and "When I Change Your Mind" - em Simon Says (2006)